# Пелчице
Пелчице (пол. Pełczyce, нем. Bernstein) — город в Польше, входит в Западно-Поморское воеводство, Хощненский повят. Имеет статус городско-сельской гмины. Занимает площадь 13,00 км². Население — 2670 человек (на 2013 год).

## История
Магдебургское право получено городом в 1290 году.
- Ратуша
- Городской костёл (до 1945 г. протестантский)
- Особняк Ягов